# Anton Segner
Anton Segner (* 24. Juli 2001 in Frankfurt am Main) ist ein deutscher Rugby-Union-Spieler, der in Neuseeland für die Auckland Rugby Football Union im Bunnings NPC (ehemals Mitre 10 Cup) und die Blues im Super Rugby auf der Position des Dritte-Reihe-Stürmers spielt. Er gilt als großes Talent und hat das Ziel, eines Tages für die neuseeländische Rugby-Union-Nationalmannschaft aufzulaufen.

## Jugendkarriere
Durch einen Freund lernte er Rugby kennen und spielte von da an fünf Jahre lang in der Jugendabteilung des SC Frankfurt 1880. Dabei etablierte er sich als Führungsfigur und gewann einige deutsche Jugendmeisterschaften. 2016 spielte Segner für die deutsche U-16 Nationalmannschaft. Nachdem sein Trainer beim SC Frankfurt 1880  Tim Manawatu in sein Heimatland Neuseeland zurückkehrte, verschaffte er Segner ein Rugby-Stipendium am neuseeländischen Nelson College für ein halbes Jahr. So zog er 2017 im Alter von 15 Jahren nach Nelson, Neuseeland, zu einer Gastfamilie. Schnell überzeugte er in der Rugbynation Neuseeland seine Trainer und spielte sich in die Schulauswahl und statt nach einem halben Jahr nach Deutschland zurückzukehren blieb er dort. Zwei Jahre führte er die Schulauswahl des Nelson College als Kapitän aufs Feld und 2019 mit einer Man of the Match Performance zum ersten UC Championship Titel seit 12 Jahren. 2018 und 2019 wurde Segner in das New Zealand Schools Team berufen, in dem bereits viele spätere All Blacks gespielt haben.

## Karriere
Im Anschluss an seine Schulzeit unterschrieb Segner einen zweijährigen Vertrag bei den Tasman Mako, die in der höchsten nationalen Spielklasse Neuseelands spielen. In Runde 7 der Mitre 10 Cup Saison 2020 debütierte Segner im Alter von 19 Jahren für die Tasman Mako im Spiel gegen Southland. Im weiteren Verlauf des Turniers kam Segner drei weitere Male als Einwechselspieler zum Einsatz, darunter im Halbfinale und im Finale gegen Auckland, das Tasman mit 13:12 für sich entscheiden konnte.
Im Anschluss an die Mitre 10 Cup Saison 2020 führte Segner im April 2021 die U-20 Mannschaft der Crusaders als Kapitän in das Super Rugby Aotearoa Under 20 Turnier. Im Juni und Juli 2021 lief er für die neuseeländische U-20 Nationalmannschaft auf. Aufgrund der Covid-19-Pandemie wurden keine internationalen Spiele bestritten, sondern stattdessen Spiele gegen neuseeländische Herrenmannschaften, darunter die Tasman Mako, ausgetragen.
In der Bunnings NPC Season 2021 bestritt Segner neun Spiele, von denen er bis auf die ersten drei jedes Spiel in der Startaufstellung stand und die vollen 80 Minuten durchspielte. Am 6. November 2021 erzielte Segner beim Sieg über Wellington seinen ersten Versuch im Profi-Rugby. Segner erreichte mit den Tasman Mako erneut das Finale, das jedoch mit 20:23 gegen Waikato verloren ging.
Da Anton Segner ab 2022 seit fünf Jahren in Neuseeland wohnt, wäre er trotz deutscher Nationalität für die All Blacks spielberechtigt.
Der Trainer der Blues Leon MacDonald hatte als ehemaliger Tasman Mako Trainer Segner bereits seit dessen Schoolboy-Spielen im Visier, nachdem Segner im Trainingsspiel gegen die Herrenmannschaft mehrere Bälle klaute und wollte ihn nach der Bunnings NPC Season 2021 zu den Blues holen. Im Oktober 2021 unterschrieb Segner seinen ersten Super Rugby-Vertrag bei den Blues über drei Jahre. Am 26. Februar 2022 gab Segner sein Super Rugby-Debüt als er in der 64. Minute gegen die Hurricanes eingewechselt wurde. In der Super Rugby Saison 2022 folgten sechs weitere Einsätze, an der Seite von Rugby-Superstars wie Beauden Barrett oder Rieko Ioane. Im letzten Vorrundenspiel gegen die australische Mannschaft Waratahs musste Segner aufgrund einer Verletzung am Knöchel nach 12 Minuten ausgewechselt werden, wodurch seine Saison frühzeitig beendet wurde und er die K.-o.-Phase verpasste. Den Blues gelang dennoch der Finaleinzug, der Titel wurde aufgrund einer Niederlage gegen die Crusaders verpasst.
Zur Bunnings NPC Saison 2022 wurde Segner erwartungsgemäß erneut in den Kader der Tasman Mako berufen.